# Robert Aytoun
Sir Robert Aytoun ou Ayton ou, moins souvent, Aiton[citation nécessaire] (1570-1638) est un poète  et courtisan écossais, né en 1570 dans le Fife et mort à Londres en 1638.

## Biographie
Robert Ayton est le fils de Andrew Ayton de Kinaldie . Avec son frère aîné[réf. nécessaire], il entre au St Leonard's College à St Andrews, en 1584. Après avoir obtenu un Master of Arts de St Andrews, en 1588, il étudie le droit civil à Paris, puis exerce la fonction d'ambassadeur de l'Empereur ainsi que d'autres postes à la cour,.